# Уан-Чейз-Манхеттен-Плаза
28 Ліберті-стріт, Уан-Чейз-Манхеттен-Плаза (англ. 28 Liberty Street, One Chase Manhattan Plaza) — хмарочос у фінансовому кварталі Манхеттен.
Його фасади виходять на вулиці Пайн, Ліберті, Нассо та Вільям-стріт.
Місце для будівництва було обрано Девідом Рокфеллером, а проект будівлі було розроблено під керівництвом архітектора Гордона Буншафта. Будівництво було розпочато у січні 1957 року та закінчено у 1961 році. Будівля поділена на три частини. Несучими конструкціями в центральному стовбурі є дві колони, що також обмежують ліфтову шахту. Уздовж бічних частин хмарочоса проходить ще однією колоні. Завдяки цьому в будівлі можна організовувати великі відкриті офісні простори, які ефективно використовують природне освітлення. Площа, яку займає будівля, становить близько 1 га.